# Herbert Niederberger
Herbert Niederberger (Lucerna, 6 ottobre 1965) è un ex ciclista su strada svizzero, professionista dal 1989 al 1995.

## Carriera
Buon dilettanti fu terzo nella classifica generale del Giro della Valle d'Aosta del 1988 e decimo in quella del Giro d'Italia dilettanti dello stesso anno.
Da professionista non ottenne uguale fortuna, fra i suoi piazzamenti più rilevanti si ricordano il terzo posto ai Campionati svizzeri del 1989 ed alla Tre Valli Varesine 1992.
In totale ottenne sei vittorie da professionista, tutte nel 1992 e tutte nel circuito americano.

## Palmarès
1986 (dilettanti, una vittoria)
4ª tappa, 2ª semitappa, Tour de la Province de Liège (Francorchamps > Francorchamps, cronometro)
- 1988 (dilettanti, una vittoria)

2 tappa Giro della Valle d'Aosta (Châtillon > Torgnon)
4ª Tour de Suisse Orientale (Ilnaz > Herisau)
5ª Giro d'Italia dilettanti
- 1992 (Spago, sei vittorie)

4ª tappa Cascade Classic
7ª tappa Dupont Tour
4ª tappa Coors Classic
1ª tappa Tour of Willamette (cronometro)
5ª tappa Tour of Willamette (cronometro)
Classifica generale Tour of Willamette

## Piazzamenti

### Grandi Giri
- Giro d'Italia

1990: 90º

### Classiche monumento
1990: 31º

### Competizioni mondiali
- Campionati del mondo

Benidorm 1992 - In linea: ritirato